# Karl Lashley
Pour l’article homonyme, voir Lashley.
Karl Spencer Lashley est un biologiste américain, psychologue et comportementaliste, principalement connu pour ses travaux sur la biologie de la mémoire et la notion d’engramme, qui est la persistance des impressions passées dans le cerveau. Contrairement à Wilder Penfield, il a déduit de ses recherches qu'il n'y a pas de « topique » de la mémoire (qu'elle n'est pas localisée dans des aires cérébrales spécifiques) mais qu'au contraire, elle est répartie dans l'ensemble du cortex, réfutant l'une des hypothèses de la phrénologie.
Il a été président de l'American Psychological Association en 1929.

## Biographie

### Enfance et années de formation
Fils unique d'un élu local de Davis (Virginie-Occidentale), Karl Lashley passa son enfance dans un milieu cultivé et obtint son baccalauréat à 14 ans. Lashley s'inscrivit au cursus de littérature anglaise à l'Université de Virginie-Occidentale, mais après avoir assisté aux conférences de zoologie de John Black Johnston, il décida de réorienter son cursus : « En l'espace de quelques semaines dans sa classe, je sus que j'avais trouvé ma voie. »
À peine licencié, Lashley obtint une offre d'enseigner la biologie à l'Université de Pittsburgh, où il pourrait bénéficier des laboratoires de l'endroit et préparer une maîtrise. Ayant soutenu son mémoire, il s'inscrivit en thèse à l'université Johns Hopkins, et soutint un doctorat de génétique en juin 1911. Simultanément, il suivait les cours de licence de psychologie assurés par John B. Watson, qu'il assista dans ses expériences sur l'effet des psychotropes sur les souris de laboratoire et leur impact sur les tests de labyrinthe. Watson, de son côté, incita Lashley à exploiter les expériences de comportement pour élucider certains aspects de la biologie, comme la localisation des aires cérébrales impliquées dans l'apprentissage et le jugement critique.

### Carrière académique
Lashley s'attacha aux liens entre les stimuli sensoriels et le cerveau. S'attachant d'ailleurs à toutes les données qu'offrait la psychologie expérimentale, il explorait le concept d'instinct et la perception des couleurs chez les mammifères et en particulier les primates.
Il enseigna la biologie comportementale à l'Université du Minnesota de 1917 à 1926, à l'Institut de recherche pédagogique de Chicago puis à l'Université de Chicago. Recruté à Harvard, il se trouva en butte à des obligations stériles et préféra prendre la direction du Centre national de recherche sur les primates Yerkes à Orange Park (Floride).
Les principaux acquits des recherches de Lashley concernent la localisation corticale des facultés d'apprentissage et de jugement, qu'il mit en évidence en mutilant de façon spécifique la cervelle de rats de laboratoire. Lashley entraînait ses rats à résoudre des problèmes spécifiques (pour trouver de la nourriture), puis prélevait une portion spécifique de leur cortex, et répétait l'expérience. Il mit ainsi en correspondance le caractère spécifique de plusieurs zones du cortex dans l'apprentissage et le maintien des compétences, tout en constatant que le choix de la zone de cortex prélevée n'affectait pas la réussite aux tests de parcours de labyrinthe : c'est ainsi que Lashley vint à la conclusion que, contrairement aux doctrines phrénologiques, il n'y a pas d'aire cérébrale spécifique à la mémoire ; cette faculté est distribuée à travers l'ensemble du cortex. La recherche contemporaine a cependant mis en évidence l'existence d'engrammes, et leur caractère non uniforme à travers le cortex ; mais cette notion d'« engramme » trouve elle-même son origine dans les travaux de Lashley sur l'aire V1 (cortex visuel primaire), en laquelle il avait cru reconnaître un site de la mémoire visuelle. Cette méprise semble cependant résulter de l'imprécision de ses techniques de stéréotaxie.
C'est ainsi qu'au début des années 1950, les recherches de Lashley avaient permis de dégager deux grands principes de la neuropsychologie : la loi de proportionnalité des lésions et la plasticité neuronale pour la reconstruction de la mémoire (« équipotentialité »).

### Maladie
Au mois de février 1954, Lashley fit un malaise au cours d'une conférence à Harvard. Hospitalisé, on lui  diagnostiqua une anémie et on lui prescrivit un traitement à la cortisone, qui finit par affecter ses vertèbres, ce qui nécessita une splénectomie. Lashley était pratiquement guéri lorsqu'au cours d'un voyage en France avec sa femme Clair, il succomba à un nouveau malaise, le 7 août 1958.